# Eugen Ardelean
Eugen Ardelean este un fost deputat român în legislatura 1990-1992, ales în județul Bihor pe listele partidului PDAR începând de la data de 17 februarie 1992, când l-a înlocuit pe deputatul Ioan Seracin.